# Erebia subtusnigrobadiata
Erebia subtusnigrobadiata är en fjärilsart som beskrevs av Müller 1928. Erebia subtusnigrobadiata ingår i släktet Erebia och familjen praktfjärilar. Inga underarter finns listade i Catalogue of Life.